# كم كيونغ إل
كيم كيونغ إل (بالكورية: 김경일)‏ (مواليد 11 ديسمبر 1988 في كوريا الشمالية) لاعب كرة قدم كوري شمالي يلعب حاليا لصالح نادي ريميونغسو الكوري الشمالي .

## روابط خارجية
- كم كيونغ إل على موقع الاتحاد الدولي (مؤرشف)  (الإنجليزية)
- كم كيونغ إل على موقع قاعدة بيانات كرة القدم.إي يو (الإنجليزية)
- كم كيونغ إل على موقع ناشيونال فوتبول تيمز (الإنجليزية)
- كم كيونغ إل على موقع Soccerway.com (الإنجليزية)